# NGC 750
NGC 750 (również PGC 7369 lub UGC 1430) – galaktyka eliptyczna (E), znajdująca się w gwiazdozbiorze Trójkąta. Odkrył ją William Herschel 12 września 1784 roku. Galaktyka ta znajduje się w trakcie kolizji z NGC 751. Ta para oddziałujących ze sobą grawitacyjnie galaktyk została skatalogowana w Atlasie Osobliwych Galaktyk Haltona Arpa jako Arp 166.